# N275 (België)
De N275 is een gewestweg in België tussen Bosvoorde (R22) en Villers-la-Ville (N93). De weg heeft een lengte van ongeveer 38 kilometer.
De gehele weg bestaat uit twee rijstroken in beide rijrichtingen samen.
Langs de gehele route worden diverse treinstations gepasseerd, die aan de spoorlijnen 161 en 140 liggen.

## Plaatsen langs N275
- Watermaal-Bosvoorde
- Groenendaal
- Terhulpen
- Rixensart
- Court-Saint-Étienne
- Faux
- Tangissart
- Villers-la-Ville
  - Tussen Tangissart en Villers-la-Ville wordt de site van de Abdij van Villers doorkruist

## N275a
De N275a is een aftakking van de N275 in Bosvoorde. De route ligt over de Terhulpensesteenweg en heeft een lengte van ongeveer 1,1 kilometer.

## N275b
De N275b is een korte verbindingsweg tussen de N275 en de R22. De 250 meter lange weg gaat over de Alfred Solvaylaan en is in beide richtingen te berijden. De N275 begint zelf direct naast het treinstation Bosvoorde vanaf de R22 en gaat over de Terhulpensesteenweg.